# Caaeteboia amarali
Genre
Espèce
Synonymes
- Liophis amarali Wettstein, 1930

Caaeteboia amarali, unique représentant du genre Caaeteboia, est une espèce de serpents de la famille des Dipsadidae.

## Répartition
Cette espèce est endémique du Brésil. Elle se rencontre dans les États de Bahia, du Minas Gerais, d'Espírito Santo, de Rio de Janeiro, de São Paulo, du Parana et de Santa Catarina.

## Description
Un mâle mesure 574 mm dont 188 mm pour la queue.

## Étymologie
Le nom du genre Caaeteboia vient du tupi Caa-etê, « vraie forêt » et boia, dérivé de Mboi, « serpent ». L'espèce est nommée en l'honneur d'Afrânio Pompílio Gastos do Amaral.

## Publications originales
- Wettstein, 1930 : Eine neue colubridae Schlange aus Brasilien. Zoologischer Anzeiger, vol. 88, p. 93-94.
- Zaher, Grazziotin, Cadle, Murphy, de Moura-Leite & Bonatto, 2009 : Molecular phylogeny of advanced snakes (Serpentes, Caenophidia) with an emphasis on South American Xenodontines: a revised classification and descriptions of new taxa. Papéis Avulsos de Zoologia (São Paulo), vol. 49, no 11, p. 115-153 (texte intégral).